# Sant Bartomeu de Masarbonès
Sant Bartomeu de Masarbonès és una obra del municipi de Masllorenç (Baix Penedès) inclosa en l'Inventari del Patrimoni Arquitectònic de Catalunya.

## Descripció
Església d'una nau adossada per un costat de la façana a un habitatge de la plaça.
La façana, que s'obre als peus de l'edifici, té centrada la porta d'accés, d'arc escarser i dovelles de pedra. A la part superior s'obre una petita finestra vertical. El senzill conjunt és coronat per una espadanya d'obertures d'arc de mig punt, dues que contenen les campanes i una tercera, més petita, de funció ornamental.
La construcció és de paredat amb carreus de reforçament als angles. La façana es troba arrebossada i pintada.

## Història
L'església de Masarbonès està dedicada a Sant Bartomeu i es troba documentada des del segle xviii, concretament des del 1787.